# فرانسيس سارانت هوغل
فرانسيس سارانت هوغل (بالإنجليزية: Frances Hugle)‏ (13 أغسطس 1927 - 24 مايو 1968) عالمة ومهندسة ومخترعًه أمريكية ساهمت في فهم أشباه الموصلات والدوائر المتكاملة والمبادئ الكهربائية الفريدة للمواد المجهرية. كما اخترعت تقنيات وعمليات ومعالجة لتصنيع (حجم كبير) تصنيع الدوائر المجهرية والدوائر المتكاملة والمعالجات الدقيقة التي لا تزال قيد الاستخدام حتى يومنا هذا..
في عام 1962، وقد شاركت هوغل في تأسيس شركة Siliconix كما أنها واحدة من أول أشباه الموصلات في سيليكون فالي. وهي المرأة الوحيدة المدرجة في «شجرة عائلة أشباه الموصلات».

## النشأة والتعليم
ولدت فرانسيس بيتي سارنات (Sarnatzky) في 13 أغسطس 1927 في شيكاغو، إلينوي، إلى Nathan Sarnat (Sarnatzky) و Lylian Steinfeld. التحقت سارنات بمدرسة هايد بارك الثانوية في الجانب الجنوبي من شيكاغو، حيث شاركت في العديد من نوادي العلوم في المدرسة، بما في ذلك نوادي الكيمياء والفيزياء والبيولوجيا. في ربيع عام 1944، قبل تخرجها مباشرةً، تم اختيارها لتمثيل هايد بارك هاي في مسابقة الرياضيات في شيكاغو، حيث حصلت على المركز الأول.
بعد التخرج، حضر سارانت جامعة شيكاغو. في عام 1946، في سن الثامنة عشرة، حصلت على درجة البكالوريوس في الفلسفة. أثناء دراستها هنا تزوجت من زميلها الطالب ويليام ب. هوغل في عام 1947.. وقد أسست عدة شركات للبحث والتطوير معًا.
في عام 1957، منحتها جامعة شيكاغو درجة البكالوريوس في العلوم بالإضافة إلى درجة البكالوريوس في الكيمياء على أساس العمل الذي أكملته بين عامي 1944 و 1947.
أجريت دراسات هوغلي العليا في علم البلورات، بما في ذلك دراسات في تقنيات حيود الأشعة السينية، في معهد البوليتكنيك في بروكلين، بروكلين، نيويورك. [بحاجة لمصدر]
في عام 1960، حصلت على درجة الماجستير في العلوم من جامعة سينسيناتي.
كما حصل هوغل على درجة الدكتوراه الفخرية من جامعة كندية. في منتصف الستينات، درّست في جامعة سانتا كلارا. [بحاجة لمصدر]

## الحياة العملية
أسّست هوغل أول شركة أبحاث لها، هيكو لابز، في منتصف الأربعينيات من القرن الماضي وتولت منصب مدير الأبحاث. في Hyco Labs ، بدأت البحث وتطوير المواد والعمليات والمعدات المتخصصة التي من شأنها أن تصبح الأساس لكثير من عملها في المستقبل. بعد الزواج، أسس Hugles شركة Stuart Laboratories.nc.. عملت في مختبرات Stuart من أكتوبر 1949 حتى فبراير 1951. ولديها أربعة أطفال هم Margaret و Cheryl و David و Linda.
في مارس 1951، ذهبت للعمل في شركة ستاندرد لأبحاث الالكترونيات، حيث تم تطهيرها للعمل «السري». وبقيت في مؤسسة ستاندرد لأبحاث الالكترونيات حتى أغسطس 1952، وبعد ذلك بوقت قصير حصلت على وظيفة في شركة بالدوين بيانو، التي كانت تسعى لاستخدام الترانزستورات في أعضائها الإلكترونية وربما كانت مهتمة بـ «الإلكترونيات الصناعية والصناعية». في عام 1959، بدأ كل من هوغل وزوجها العمل في شركة وستنجهاوس في بيتسبرغ. في عام 1960، وبناء على طلب Westinghouse ، انتقل Hugles إلى جنوب كاليفورنيا لإنشاء مختبر إلكترونيات الفلكية.
في أواخر عام 1961، انتقلت Hugles مرة أخرى، إلى قسم Laurelwood في سانتا كلارا، في منطقة خليج سان فرانسيسكو، حيث شارك هوغليس في تأسيس Siliconix في عام 1962. طورت منتجات Siliconix الأولى وأصبحت أول مدير للبحوث ورئيس المهندسين.
بعد تركها لشركة Siliconix في عام 1964، طورت هيوغل منتجات لشركتي أشباه موصلات أخرى شاركت في تأسيسها مع زوجها. كانت هذه ستيوارت وارنر ميكرو كورس، حيث عملت مرة أخرى كمدير للبحوث وككبير المهندسين، وهوجي للصناعات.

## الاختراعات وبراءات الاختراع
منحت هوغل ما لا يقل عن سبعة عشر براءة اختراع، وبعضها بعد وفاته. ومن بين هؤلاء، تم تسجيلها في اختراع ربط الشريط الآلي (TAB) (تقنية وضعت لأول مرة في الاستخدام التجاري من قبل جنرال إلكتريك)؛ وكان Hugle أول شخص يختزن براءة اختراع التعبئة والتغليف المستندة إلى المرن. وقد تم تحديدها أيضًا كشركة رائدة في تقنية الشرائح المبكرة. براءات الاختراع ما يلي:
US 3226271، Hugle، Frances B. & William B. Hugle، "Semi-Conductive Films and Way of Producing them"، issued December 28، 1965
US 3481801، Hugle، F. B. "Isolation Techniques for Integrated Circuits"، صدرت في 2 ديسمبر، 1969. تم تضمين هذه البراءة في مجموعة Chip التي عرضها متحف Smithsonian الوطني للتاريخ الأمريكي.
US 3574007، Hugle، Frances B. "Method of Manufactor Enhanced MIS Transistor Arrays"